# 가미카와정 (홋카이도)
가미카와정(일본어: 上川町)은 일본 홋카이도 가미카와 지방 중앙부 가미카와군에 있는 정이다. 다이세쓰산을 이루는 구로다케의 등산로 입구에는 홋카이도 유수의 온천 마을인 소운쿄 온천이 있다. 다이세쓰 고원 온천의 가을 단풍은 ‘일본 제일의 단풍’으로 알려질 정도로 유명해 단풍 시기에는 교통 규제가 이루어질 만큼 혼잡하다. 라멘으로도 유명해 정으로서 ‘가미카와 라멘’에도 힘을 쓰고 있다.

## 지리
기타미 산지, 이사카리 산지, 다이세쓰산 등 산악 지역에 있다. 이시카리강의 최상류이다.

## 역사
이름은 이 지역이 아이누 사람들에게 ‘페니웅르코탄’(ペニウングルコタン, 강 상류 사람들의 마을)으로 불린 것에서 유래했다.
- 1924년 - 이시카리국 가와카미군 아이베쓰촌(현 아이베쓰정)에서 분리되어 가와카미촌이 탄생하였다.
- 1952년 - 정으로 승격해 가와카미정이 되었다.

## 경제
안가스 종으로 불리는 육우(별명은 ‘다이세쓰 고원소’)의 사육과 낙농업, 밭농사 농업을 중심으로 하고 있다.
다이세쓰 산계 삼림 지대의 임업이나 다이세쓰 산계에서 용출하는 풍부하고 냉량한 물을 이용한 무지개송어 등 담수어 양식도 번성하고 있다. 특히 무지개송어 양식은 최근까지 연간 생산량과 생산 금액 모두 도내 1위를 계속 유지해 소운쿄 온천의 숙박시설 요리용이나 아마다키 등 토산물 가공식품용으로 쓰이고 있다. 또한 소운쿄 온천과 다이세쓰산 국립공원 등 유명한 관광지를 포함하여 각종 관광 산업도 번성하고 있다.

## 교통

### 철도
- 홋카이도 여객철도 세키호쿠 본선

### 도로
- 아사히카와몬베쓰 자동차도
- 국도 39호선
- 국도 273호선
- 국도 333호선

## 기후
| 가미카와정의 기후                                            | 가미카와정의 기후 | 가미카와정의 기후 | 가미카와정의 기후 | 가미카와정의 기후 | 가미카와정의 기후 | 가미카와정의 기후 | 가미카와정의 기후 | 가미카와정의 기후 | 가미카와정의 기후 | 가미카와정의 기후 | 가미카와정의 기후 | 가미카와정의 기후 | 가미카와정의 기후 |
| 월                                                           | 1월               | 2월               | 3월               | 4월               | 5월               | 6월               | 7월               | 8월               | 9월               | 10월              | 11월              | 12월              | 연간              |
| ------------------------------------------------------------ | ----------------- | ----------------- | ----------------- | ----------------- | ----------------- | ----------------- | ----------------- | ----------------- | ----------------- | ----------------- | ----------------- | ----------------- | ----------------- |
| 역대 최고 기온 °C (°F)                                       | 8.2 (46.8)        | 12.8 (55.0)       | 14.8 (58.6)       | 27.1 (80.8)       | 33.3 (91.9)       | 33.7 (92.7)       | 34.3 (93.7)       | 35.1 (95.2)       | 31.2 (88.2)       | 25.5 (77.9)       | 19.2 (66.6)       | 11.7 (53.1)       | 35.1 (95.2)       |
| 일평균 최고 기온 °C (°F)                                     | −4.3 (24.3)       | −3.2 (26.2)       | 1.3 (34.3)        | 8.8 (47.8)        | 16.8 (62.2)       | 21.2 (70.2)       | 24.5 (76.1)       | 24.7 (76.5)       | 20.3 (68.5)       | 13.2 (55.8)       | 4.8 (40.6)        | −2.1 (28.2)       | 10.5 (50.9)       |
| 일일 평균 기온 °C (°F)                                       | −8.4 (16.9)       | −7.8 (18.0)       | −3.3 (26.1)       | 3.3 (37.9)        | 10.4 (50.7)       | 15.3 (59.5)       | 19.2 (66.6)       | 19.4 (66.9)       | 14.5 (58.1)       | 7.6 (45.7)        | 0.8 (33.4)        | −5.6 (21.9)       | 5.5 (41.8)        |
| 일평균 최저 기온 °C (°F)                                     | −13.8 (7.2)       | −13.8 (7.2)       | −9.0 (15.8)       | −2.4 (27.7)       | 3.6 (38.5)        | 9.4 (48.9)        | 14.3 (57.7)       | 14.5 (58.1)       | 8.9 (48.0)        | 2.2 (36.0)        | −3.2 (26.2)       | −9.9 (14.2)       | 0.1 (32.1)        |
| 역대 최저 기온 °C (°F)                                       | −27.7 (−17.9)     | −28.6 (−19.5)     | −25.8 (−14.4)     | −13.6 (7.5)       | −4.9 (23.2)       | −2.0 (28.4)       | 2.3 (36.1)        | 3.0 (37.4)        | −1.3 (29.7)       | −6.4 (20.5)       | −17.7 (0.1)       | −25.2 (−13.4)     | −28.6 (−19.5)     |
| 평균 강수량 mm (인치)                                        | 32.6 (1.28)       | 27.1 (1.07)       | 41.8 (1.65)       | 51.2 (2.02)       | 83.4 (3.28)       | 81.5 (3.21)       | 160.8 (6.33)      | 177.5 (6.99)      | 149.3 (5.88)      | 126.0 (4.96)      | 99.4 (3.91)       | 55.7 (2.19)       | 1,088.3 (42.85)   |
| 평균 강설량 cm (인치)                                        | 178 (70)          | 150 (59)          | 137 (54)          | 40 (16)           | 0 (0)             | 0 (0)             | 0 (0)             | 0 (0)             | 0 (0)             | 4 (1.6)           | 104 (41)          | 203 (80)          | 816 (321)         |
| 평균 강수일수 (≥ 1.0 mm)                                     | 13.6              | 10.5              | 12.8              | 11.6              | 11.8              | 11.8              | 13.4              | 13.9              | 14.0              | 16.7              | 18.2              | 16.6              | 164.9             |
| 평균 강설일수 (≥ 3 cm)                                       | 20.4              | 18.0              | 17.5              | 5.6               | 0.1               | 0                 | 0                 | 0                 | 0                 | 0.5               | 10.7              | 21.7              | 94.5              |
| 평균 월간 일조시간                                           | 61.7              | 73.2              | 106.9             | 140.5             | 181.1             | 171.8             | 167.2             | 158.0             | 147.2             | 116.8             | 52.6              | 40.4              | 1,417.4           |
| 출처: 일본 기상청 (평년값: 1991년~2020년, 극값: 1977년~현재) |                   |                   |                   |                   |                   |                   |                   |                   |                   |                   |                   |                   |                   |